# Пёстрый улит
Пёстрый улит (Tringa melanoleuca) — североамериканский представитель семейства бекасовых (Scolopacidae), изредка встречающийся и в Европе.

## Особенности
Величина пёстрого улита составляет 36 см, вес — от 111 до 250 г.  Его оперение с верхней стороны окрашено в пятнистый серо-коричневый цвет, нижняя сторона более светлая. Брачное оперение характеризовано более чётким узором, имеет тёмные пятна на спине, нижняя сторона также пятнистая. Длинный и узкий клюв серого цвета, тонкие лапки окрашены в оранжевый или жёлтый цвет.

## Распространение
Ареал гнездования пёстрого улита охватывает таёжный пояс от южной Аляски и Британской Колумбии до Лабрадора, Ньюфаундленда и Новой Шотландии. Пёстрый улит гнездится в тундре, в болотистых местностях и в хвойных лесах, как правило вблизи небольших озёр и прудов. На зимовку он совершает перелёт в Центральную и Южную Америку. Иногда наблюдается в Северной Европе.

## Поведение
Пёстрый улит встречается, как правило, поодиночке, однако во время перелётов образует крупные стаи. Питается беспозвоночными, небольшой рыбой и земноводными, а также растительной пищей, в том числе ягодами. В прибрежных регионах он собирает добычу во время отлива в песке и иле своим специализированным клювом.

## Размножение
Данный вид откладывает по 3—4 яйца в выстланную растительным материалом плоскую земляную ямку, находящуюся под кустом или у подножия дерева.